# Ортис, Флоренсия
Флоренсия Ортис (исп. Florencia Ortiz; род. 15 декабря 1971) — аргентинская актриса.

## Биография
Флоренсия Ортис родилась 15 декабря 1971 года в Аргентине. Она активно снимается в аргентинских сериалах и фильмах преимущественно в роли злодеек.
Замужем за Лукасом Инза, у пары есть дочь по имени Ева. В настоящее время проживает в Премия-де-Мар, Испания.

## Избранная фильмография
- 1996 — Модели 90-60-90 (телесериал)
- 1998-1999 — Дикий ангел (телесериал)
- 2005 — Любовь под запретом (телесериал)
- 2007 — Гадкий утёнок (телесериал)
- 2008 — Аманда О (телесериал)
- 2009 — 12 чемпионов (телесериал)
- 2010 — Секреты любви (телесериал)
- 2012 — Сладкая любовь (телесериал)
- 2014 — Мы семья (телесериал)
- 2014 — Люкс (телесериал)
- 2014-2015 — Виолетта (телесериал)
- 2015 — Надежда моя (телесериал)
- 2017 — Георгин фей (телесериал)